# Pinchas (syn Eleazara)
Pinchas syn Eleazara, gr. Φινεες (Finees), łac. Phinees, cs. Prawiednyj Finiejes, pierwoswiaszczennik Izrailskij  – prorok opisany na kartach Starego Testamenu. Po śmierci swego ojca Eleazara objął urząd arcykapłana. Pochodził z miasta Gabata.
Prorokując wybrał następcę Jozuego, którym według jego słów został Juda. Był zabójcą Kozbi.